# Paspalum minarum
Paspalum minarum är en gräsart som beskrevs av Eduard Hackel. Paspalum minarum ingår i släktet tvillinghirser, och familjen gräs. Inga underarter finns listade i Catalogue of Life.